# Occhi di ragazza
Occhi di ragazza – utwór włoskiego wokalisty Gianniego Morandiego, napisany przez Lucio Dallę, Sergio Bardottiego i Gianfranca Baldazziego, nagrany i wydany w 1970 roku. Piosenka znalazła się na dwóch albumach artysty: Gianni 7 z 1970 i Morandissimo z 1971 roku.

## Piosenka na Eurowizji
Singiel reprezentował Włochy podczas finału 15. Konkursu Piosenki Eurowizji w 1970 roku. Podczas koncertu finałowego, który odbył się 21 marca w RAI Congrescentrum w Amsterdamie, utwór został zaprezentowany jako trzeci w kolejności i ostatecznie zdobył 5 punktów, plasując się na ósmym miejscu finałowej klasyfikacji. Dyrygentem orkiestry podczas występu wokalisty był Mario Capuano.

## Singiel
Na stronie B winylowego wydania singla znalazła się piosenka „T’amo con tutto il cuore”. Oprócz włoskojęzycznej wersji utworu, wokalista nagrał także singiel w języku hiszpańskim („Ojos de chiquilla”).